# Serge Brammertz

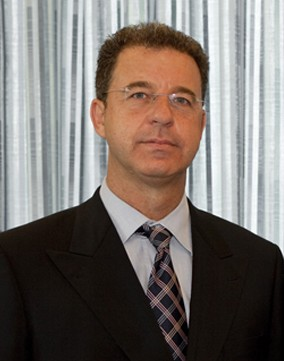
Serge Brammertz, 2009

Serge Brammertz (* 17. Februar 1962 in Eupen) ist ein belgischer Jurist und derzeit Chefankläger des Internationalen Strafgerichtshofs für das ehemalige Jugoslawien in Den Haag.

## Leben
Brammertz studierte Rechtswissenschaft an der Université catholique de Louvain, Kriminologie an der Universität Lüttich und Rechtswissenschaft an der Albert-Ludwigs-Universität Freiburg, wo er auch promovierte. Er entstammt einer deutschsprachigen Familie und spricht daneben fließend Französisch, Niederländisch und Englisch und hat gute Kenntnisse in weiteren Fremdsprachen.
Er begann seine juristische Karriere als Rechtsanwalt in Verviers, ging aber 1989 in den Staatsdienst, wo er zunächst stellvertretender Staatsanwalt und ab 1996 Erster Staatsanwalt am Gericht Erster Instanz in Eupen war. 1997 wurde er durch den Justizminister zum Nationalmagistraten ernannt. 2003 wurde er als Stellvertretender Ankläger zum Internationalen Strafgerichtshof (IStGH) in Den Haag berufen, wo er vorrangig mit Ermittlungen zu Menschenrechtsverletzungen in Uganda, Darfur und der Demokratischen Republik Kongo befasst war. Seine Nachfolge trat der kanadische Jurist Daniel Bellemare an.
Ab dem 11. Januar 2006 wurde er von Kofi Annan als UN-Sonderbeauftragter mit den Ermittlungen zum Attentat auf den Fahrzeugkonvoi des libanesischen Ex-Ministerpräsidenten Rafik Hariri beauftragt. Der Berliner Oberstaatsanwalt Detlev Mehlis hatte Brammertz als seinen Nachfolger vorgeschlagen. Das Mandat der Internationalen unabhängigen Untersuchungskommission der Vereinten Nationen wurde am 27. März 2007 durch die Resolution 1748 (2007) bis zum 15. Juni 2008 verlängert.
Am 28. April 2007 erhielt Brammertz den belgischen Ehrentitel Großoffizier des Kronenordens.

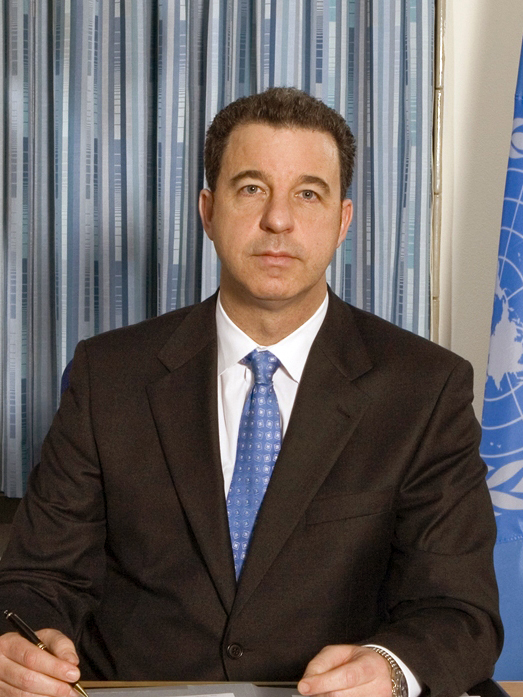
Brammertz als Chefankläger des ICTY

Brammertz trat zum 1. Januar 2008 als Chefankläger des Internationalen Strafgerichtshofs für das ehemalige Jugoslawien in Den Haag für vier Jahre die Nachfolge von Carla Del Ponte an. Damit ist er unter anderem für die Anklage gegen den mutmaßlichen Kriegsverbrecher Radovan Karadžić zuständig. Brammertz hat bis zum Prozessauftakt am 26. Oktober 2009 über eine Million Seiten Beweismaterialien zusammengetragen, um Karadžić „Völkermord, Verbrechen gegen die Menschlichkeit, und Kriegsverbrechen“ nachzuweisen.
Im April 2014 wurde Brammertz durch den belgischen König Philippe in den Adelsstand erhoben, sein Titel ist der eines Baron. Seit Februar 2016 ist Brammertz Chefankläger des Internationalen Residualmechanismus für die Ad-hoc-Strafgerichtshöfe.